# Tenebrae

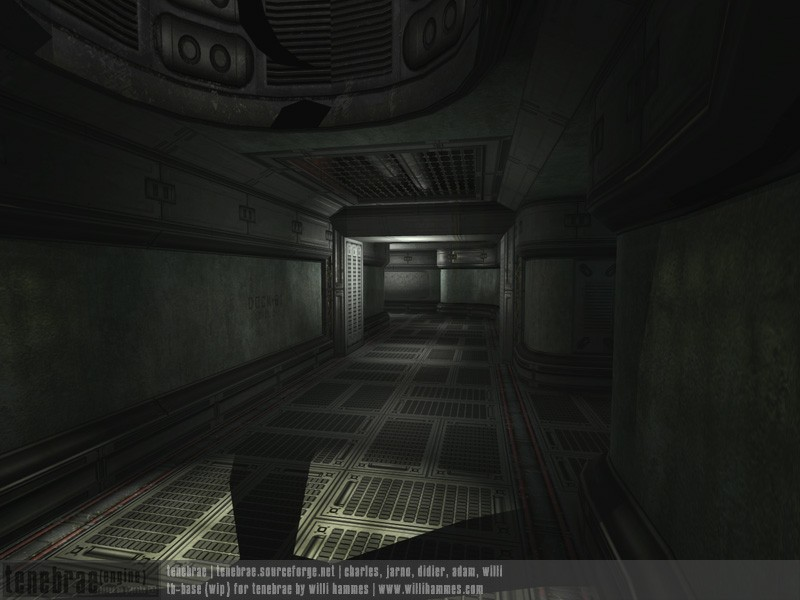
Captura de pantalla del juego. Un ventilador proyecta su sombra mientras gira.

Tenebrae es un motor de videojuegos de disparos en primera persona liberado bajo las condiciones de la licencia GPL. Tenebrae está basado en el código de Quake, el motor desarrollado por id Software. El nombre Tenebrae significa oscuridad en latín.
Las principales características de Tenebrae son la proyección de sombras e iluminación píxel a píxel. Estas características se encuentran presentes también en el motor de última generación DOOM 3, desarrollado por id. Sin embargo, Tenebrae se ha adelantado en probar su potencial para juegos de computadora, habiendo sido liberado inicialmente en el año 2002, mucho antes del lanzamiento de DOOM 3, programado para el 2004.
Debido a la demanda de cálculo exigida por el motor, Tenebrae requiere de hardware muy moderno para ejecutarse debidamente.